# REAL VALUE
REAL VALUE（リアルバリュー）は堀江貴文、三崎優太、溝口勇児で創業した企業。経営者の応援、コミュニティ作りを目的とする。

## 概要
2024年7月3日に堀江貴文、三崎優太、溝口勇児で創業。
Real Valueの招待・審査制の経営者コミュニティであり、起業家同士の「繋がり」「学び」「共創」「拡張」を通じて、経営力と影響力の向上を支援することを目的としている。
若手起業家・経営者に対して「本当の価値」を提供することを理念に掲げ、事業ブランディング、経営支援、メディア展開など多角的なプロジェクトを推進している。中心的な取り組みのひとつに、審査制の経営者コミュニティ「REAL VALUE CLUB（リアルバリュークラブ）」がある。
REAL VALUE CLUBの創設は、SNS上で「成功者」を自称する偽経営者が増える中、実績ある経営者による本質的な学びを提供する必要性に対する危機感から生まれた。三崎優太は「尊敬できる本物の経営者だけを集めた」と語っており、堀江貴文も「普段はDMでの相談には応じられないが、ここでは本音で関われる」と発言している。

## 構成メンバー

### チェアマン
- 堀江貴文
- 三崎優太
- 溝口勇児

### ファウンダー&マネジメント
- 西川将史
- 水畑裕貴
- 坂本大典
- 中野優作
- 青木康時
- 松下佳憲
- 箕輪厚介

### REAL VALUE マフィア
- 上原仁
- 大西泰平
- 小澤昂大
- 加藤公一レオ
- 清川忠康
- 國光宏尚
- 小塚祥吾
- 菅原健一
- 高野秀敏
- 橋大地
- 茶圓将裕
- 土井健
- 経沢香保子
- 西崎康平
- 藤原由唯
- 前田高志
- 宮本邦久
- 森川亮
- 森泰輝
- 和田悟
- VAMBI

## YouTube番組
『REAL VALUE』
2024年10月16日から配信。大きく成長したい起業家、起業を志す人、企業売却を目指す経営者などすべての悩めるビジネスパーソン達に”本質的な学び”を届ける。番組本編は毎週水曜日19時に堀江貴文、三崎優太の公式YouTubeにて公開。